# Dos Pilas
Dos Pilas antiguamente llamada Mutul es un sitio precolombino de la civilización maya ubicado en lo que hoy es el departamento de Petén, al norte de Guatemala. Se remonta al período clásico tardío, y fue fundada en el año 629 d. C., por una rama de la dinastía Mutul, originaria de la gran ciudad de Tikal, con el fin de controlar las rutas comerciales de la región del Petexbatún, particularmente en el río La Pasión. En el año 648, Dos Pilas se separó de Tikal y se convirtió en un estado vasallo de Calakmul, aunque los dos primeros reyes de Dos Pilas siguieron utilizando el mismo glifo emblema que Tikal. Desde el principio era un estado depredador, conquistando a Itzán, Arroyo de Piedra y Tamarindito. Con el tiempo, Dos Pilas y Aguateca, una ciudad cercana, se convirtieron en las capitales individuales de una sola dinastía gobernante. El reino en su conjunto se conoce como el Reino de Petexbatún, en referencia a la laguna Petexbatún, un cuerpo de agua que desemboca en el río La Pasión.

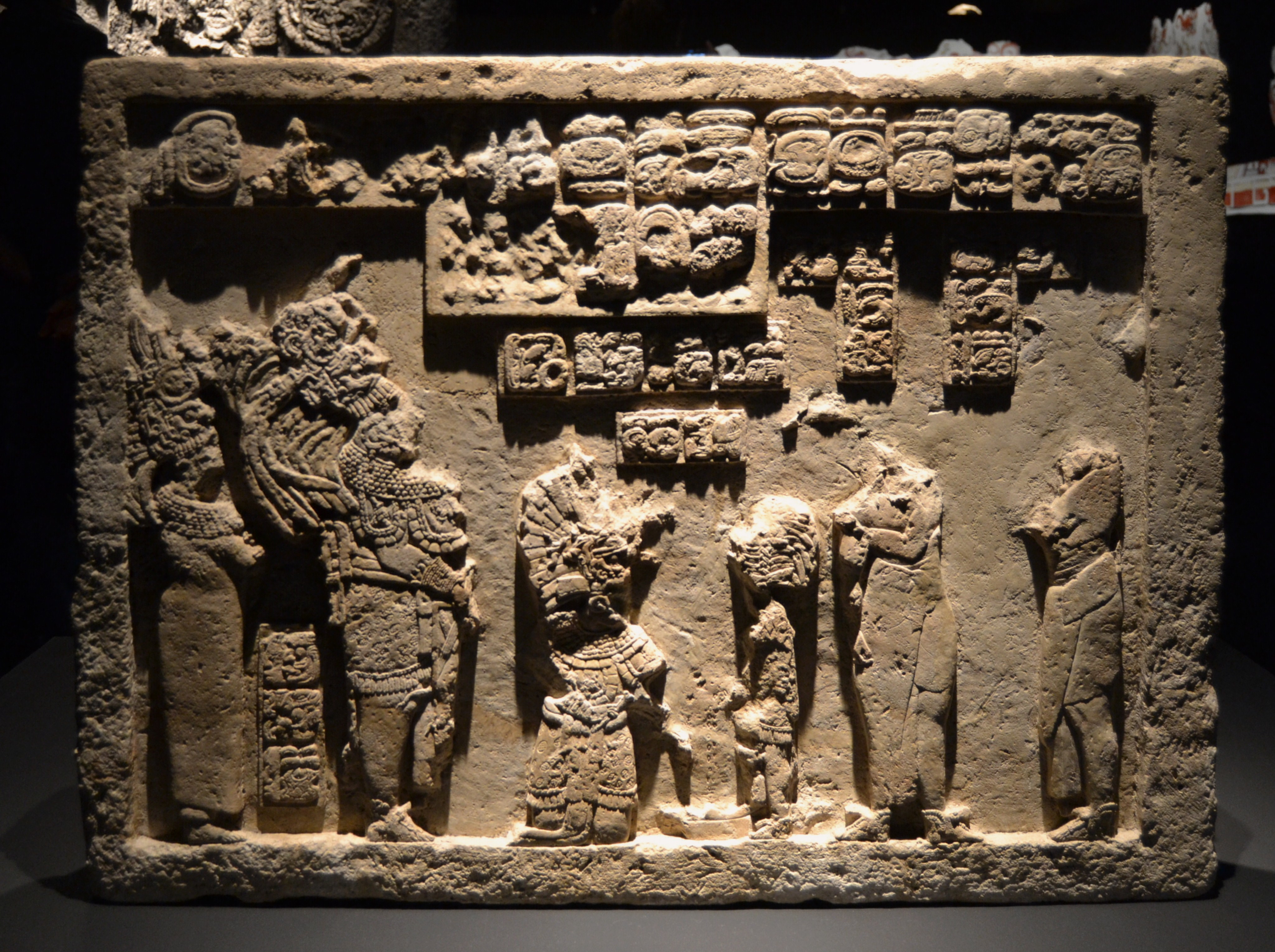
El príncipe K'awiil Chan K'inich, sacrificando sangre de su miembro. A la izquierda se encuentran sus padres, el entonces rey de Dos Pilas, Ti K'awiil y la señora Ixik Xook K'awiil de Cancuén.

La historia de Dos Pilas da una impresión de las grandes rivalidades y los conflictos políticos que caracterizaron el Clásico Tardío. En la actualidad es posible reconstruir gran parte de la historia de Dos Pilas, con un nivel de detalle que es casi sin precedentes en la región maya.
El 12 de junio de 1970, el sitio fue declarado Monumento Nacional en virtud del artículo 1210 del Ministerio de Educación de Guatemala.

## Etimología
El significado de Dos Pilas en idioma español de Guatemala es dos pozos, y esto es también el significado generalmente aceptado, aunque uno de los primeros investigadores, Pierre Ivanoff, sugirió que el nombre Dos Pilas se refirió a dos estelas.

## Ubicación
Dos Pilas está situado en la región del Petexbatún de la cuenca del Petén, en el suroeste del departamento de Petén, en el norte de Guatemala. Se encuentra entre el río La Pasión y el río Salinas. El sitio tiene una elevación promedio de 160 m sobre el nivel del mar. Dos Pilas forma parte del municipio de Sayaxché, una localidad a orillas del río La Pasión. Dos Pilas se encuentra a unos 8 km al este de la frontera con México, a 120 km al suroeste de las ruinas de Tikal, y 10 km al oeste de Tamarindito. Lago de Petexbatún y el río La Pasión forman parte de la cuenca del río Usumacinta.
En el apogeo de su poder el reino cubría un área de aproximadamente 3.800 km².
El paisaje local se compone de cantos cubiertos de densa vegetación tropical, intercalados con humedales bajos, ríos y lagos. la región está sujeta a una alta precipitación anual con un promedio de 2500 mm.

## Gobernantes conocidos
| Nombre               | Reinado                                   | Nombres anteriormente propuestos                                                   |
| -------------------- | ----------------------------------------- | ---------------------------------------------------------------------------------- |
| B'alaj Chan K'awiil  | c. 648–695                                | Gobernante 1, Flint Sky, Flint Sky God K, Lightning Sky, Malah Chan K'awil         |
| Kokaj B'alam         | c. 695-697                                | Escudo Jaguar, Itzamnaaj B'alam                                                    |
| Kokaj K'awiil        | 24 de marzo de 698 – 22 de octubre de 726 | Gobernante 2, Shield God K, Itzamnaaj K'awiil                                      |
| Ucha'an K'in B'alam  | 6 de enero de 727 – 28 de mayo de 741     | Gobernante 3, Master of Sun Jaguar, Scroll-head God K, Spangle-head, Jewelled Head |
| K'awiil Chan K'inich | 23 de junio de 741 – 761                  | Gobernante 4, God K Sky, Mahk'ina                                                  |

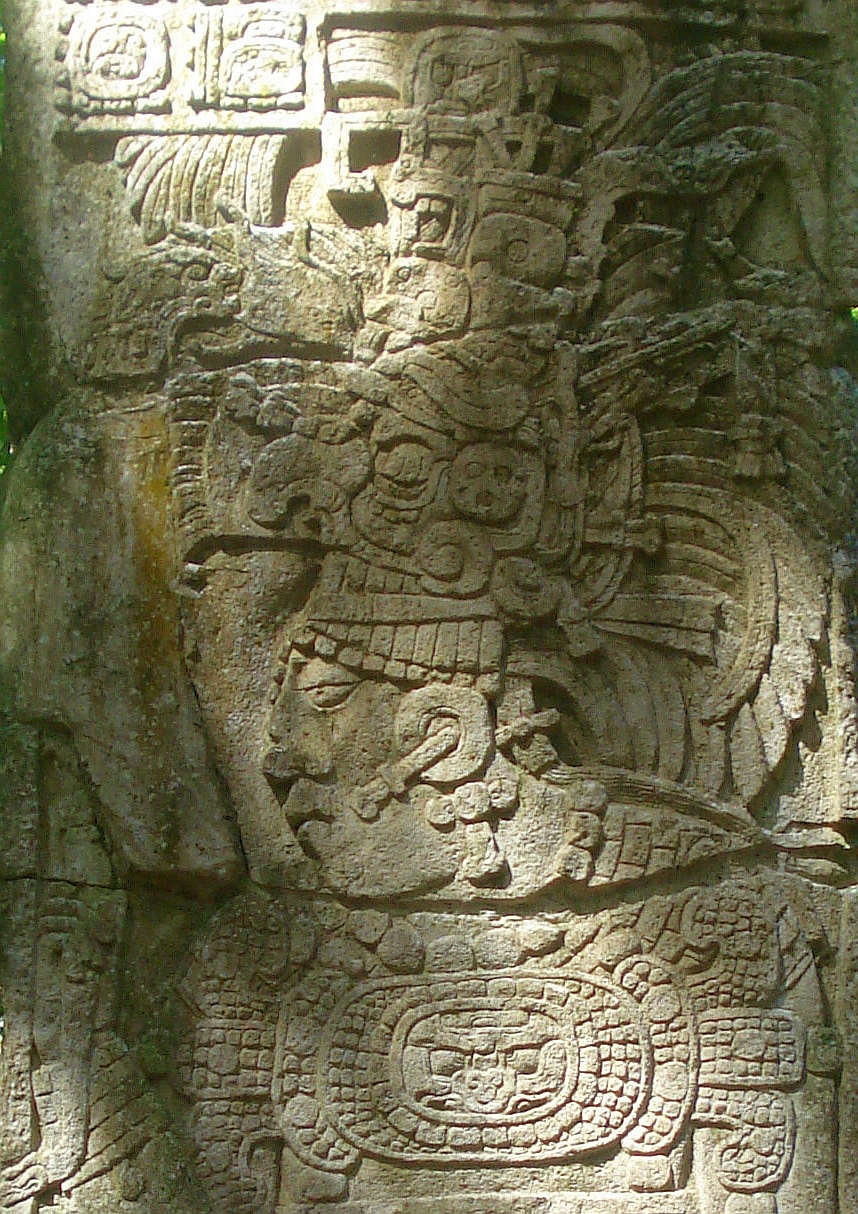
Retrato de K'awiil Kokaj.

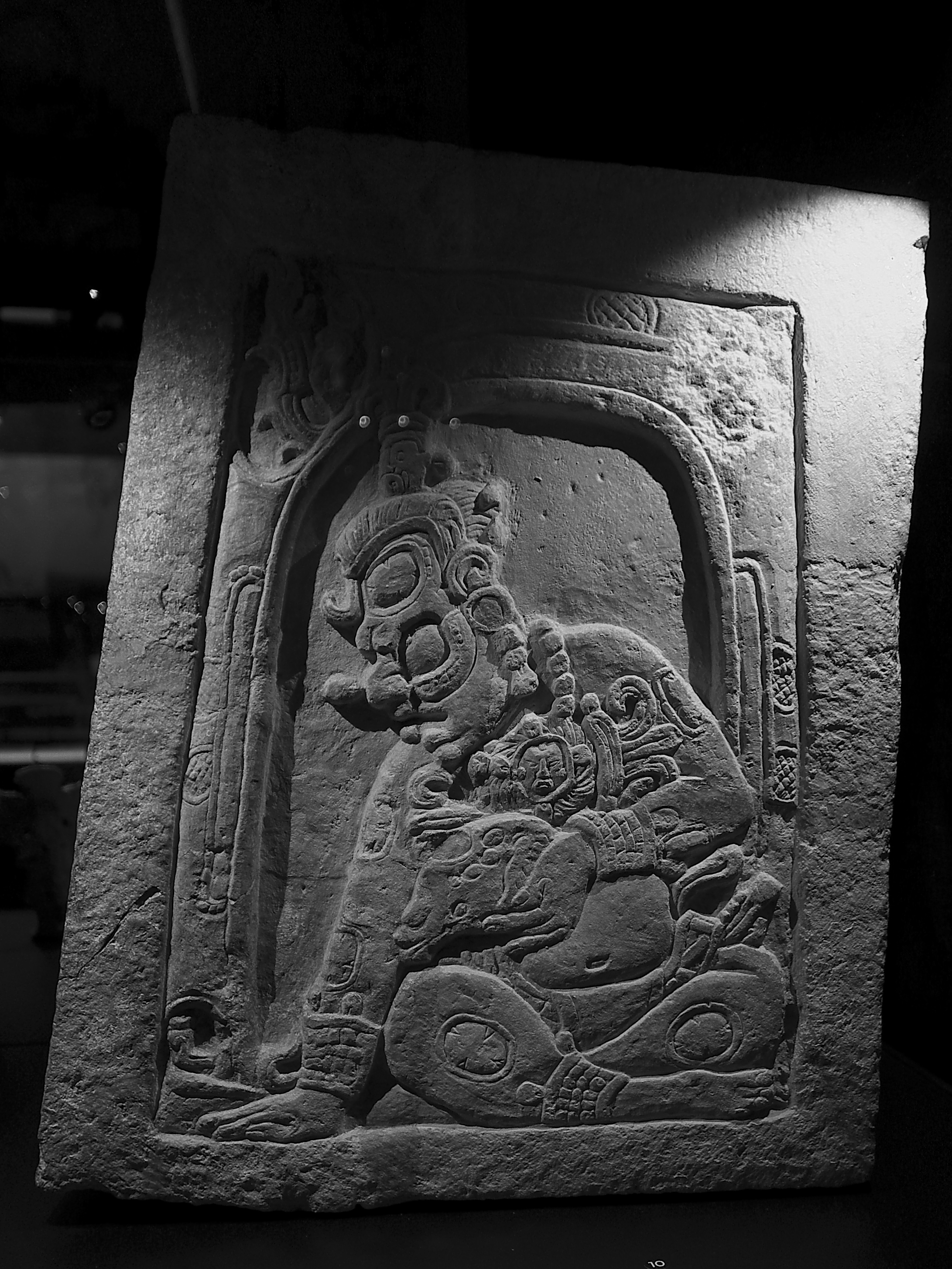
Relieve del dios K'inich Ajaw

B'alaj Chan K'awiil (Gobernante 1) (c. 648–692+) nació el 15 de octubre del año 625. Afirmó ser miembro de la línea real de Tikal. En el Panel 6 de Dos Pilas se menciona que su padre es un rey de Tikal. Es probable que se consideraba el heredero legítimo al trono de Tikal y que desertó Tikal en 648 d. C. para fundar Dos Pilas como un reino rival bajo el señorío de Calakmul. Su padre, K'inich Muwaan Jol II, era el gobernante 23 o 24 en la línea dinástica de Tikal. 
Se sabe que B'alaj Chan K'awiil tuvo dos esposas, una de ellas originaria de Itzan en el cercano reino de Petexbatún. Wak Chanil Ajaw, una hija de B'alaj Chan K'awiil, salió de Dos Pilas para refundar la dinastía destruida del El Naranjo.
Kokaj B'alam (c. 697) tuvo un reinado muy breve. Era el hijo de B'alaj Chan K'awiil y su esposa de Itzan.
K'awiil Kokaj (Gobernante 2) (698–726), otro hijo de B'alaj Chan Kawiil, nació en el año 673, probablemente en Calakmul durante el exilio de su familia tras la derrota de Dos Pilas por Tikal. Su nacimiento en el extranjero parece haber sido motivo de vergüenza, y las discrepancias en las fechas registradas en los monumentos pueden ser el resultado de sus intentos de demostrar que había nacido en Dos Pilas. Reinó durante 28 años. Murió en octubre de 726. Una estela erigida por su sucesor menciona que fue sepultado en Dos Pilas cuatro días más tarde, durante la noche. Una tumba asociado con K'awiil Kokaj fue encontrada debajo de la Estructura L5-1 en el centro del sitio.
Ucha'an K'in B'alam (Gobernante 3, "Master of Sun Jaguar") (727–741) no parece haber sido un heredero directo al trono, sino más bien un regente con un liderazgo fuerte, mientras que el heredero era todavía un niño. Veinte años antes de su ascenso al trono ya era una figura prominente en Dos Pilas, por ser responsable de la captura del señor de Tikal en el año 705 y por estar estrechamente involucrado en los rituales llevados a cabo por el rey anterior. Ucha'an K'in B'alam tuvo una esposa originaria de Cancuén, una ciudad que controlaba el curso superior del río La Pasión. "Gobernante 3" murió en mayo de 741, y su muerte fue registrada en la Estela 1 en Aguateca, la capital gemela del reino, donde se cree que fue sepultado, aunque su tumba aún no ha sido encontrada.
K'awiil Chan K'inich (Gobernante 4) (741–761+) fue instalado en el trono de Dos Pilas, en junio de 741, 26 días después de la muerte del "Gobernante 3". No se sabe cuándo murió, pero se vio obligado a huir de Dos Pilas en el año 761 y nunca más se volvió a mencionar.

## Historia

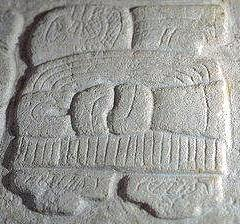
El glifo emblema Mutul, compartido por Dos Pilas y Tikal.

### Historia temprana
No se sabe mucho de la historia temprana (antes de 648) del sitio de Dos Pilas. Hay huellas de una dinastía indígena temprana precediendo la llegada de B'alaj Chan K'awiil de Tikal. Desde el Clásico Temprano la región del Petexbatún había estado dominada por un reino maya centrado en los sitios de Tamarindito y Arroyo de Piedra. B'alaj Chan K'awiil fundó Dos Pilas en el territorio de este reino preexistente y la nueva ciudad rápidamente llegó a dominar la región.

### Fundación y consolidación
La interacción entre las ciudades-estado mayas del Período Clásico está profundamente ligada a la larga lucha de poder entre Tikal y Calakmul, las dos "superpotencias" mayas, y la historia de Dos Pilas no es excepción.
En el año 629, el rey de Tikal K'inich Muwaan Jol II instaló a su hijo Balaj Chan K'awiil, a la edad de cuatro años, como gobernante de Dos Pilas. Al establecerse como nuevo reino, Dos Pilas afirmó su origen mediante la adopción del glifo emblema de Tikal. En las siguientes dos décadas luchó lealmente para su hermano, el rey de Tikal. En el año 648, el rey Yuknoom Ch'een II de Calakmul atacó y derrotó a Dos Pilas, capturando a Balaj Chan K’awiil. Casi simultáneamente, fue asesinado el rey de Tikal. Luego, Yuknoom Che'en II reinstaló a Balaj Chan K'awiil en el trono de Dos Pilas como su vasallo. Desde ese momento, en un extraordinario acto de traición para alguien pretendiendo pertenecer a la familia real de Tikal, demostró ser un fiel aliado de Calakmul, el enemigo jurado de Tikal. Se desconocen los métodos exactos utilizados por Calakmul para inducir Balaj Chan K'awiil a cambiar de bando.
El rey Nuun Ujol Chaak de Tikal atacó y capturó Dos Pilas en el año 672, obligando B'alaj Chan K'awiil al exilio durante 5 años, probablemente en Calakmul. Este exilio terminó en el año 677, en el día que Calakmul celebró un éxito militar contra Tikal, revelando la dependencia evidente de B'alaj Chan K'awiil.

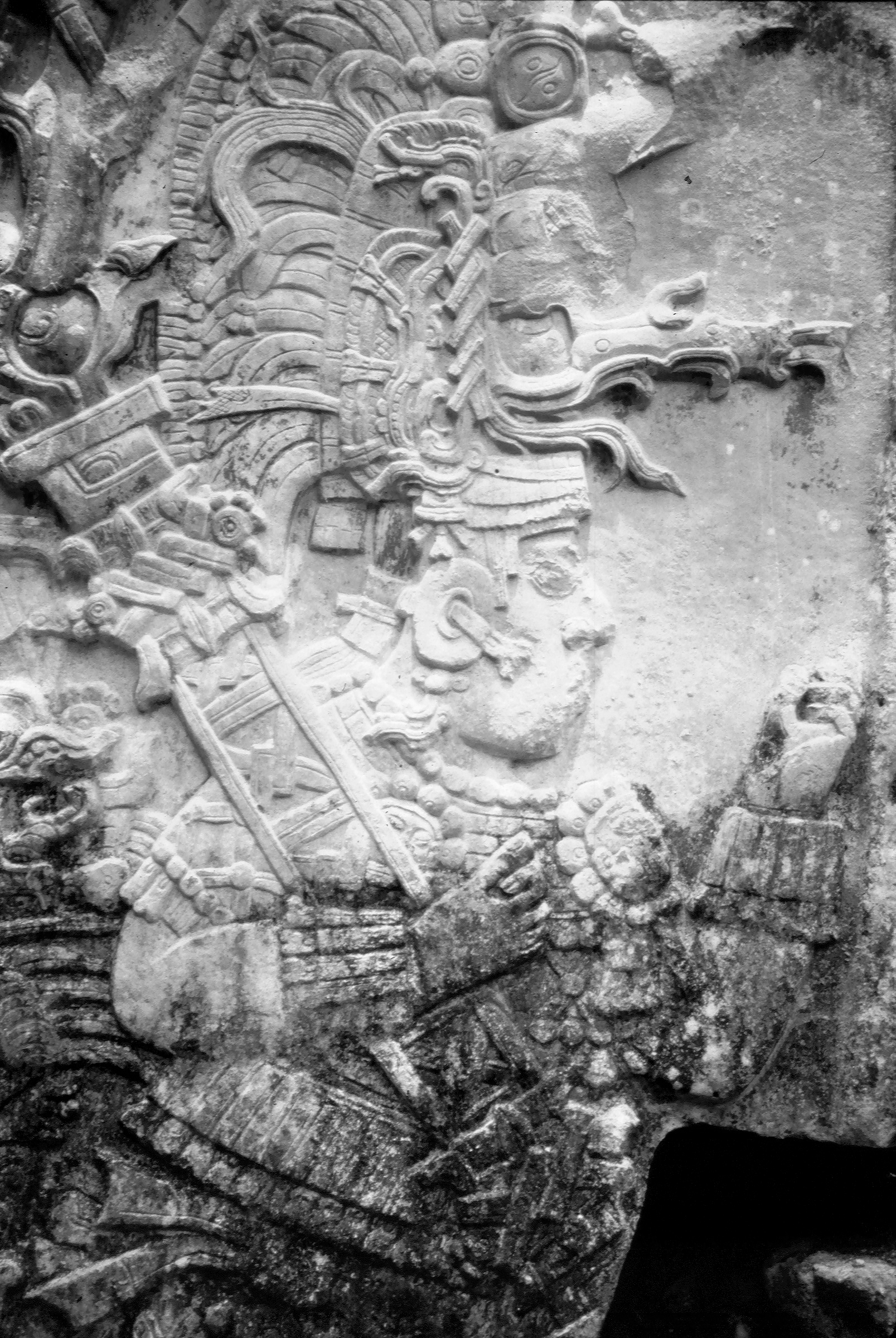
El Panel 10 de Dos Pilas fue originalmente una estela de la Ciudad cercana de Arroyo de Piedra. Tras la conquista de Arroyo de Piedra, la estela fue trasladada a Dos Pilas y nuevamente erigida.

Tikal y Dos Pilas entraron nuevamente en batalla en el año 679 y esta vez Tikal sufrió una humillante derrota ante su rival menor. A pesar de que Dos Pilas celebró su victoria como una conclusión victoriosa de la guerra, ninguno de los dos había ganado ventaja efectiva alguna sobre el otro. Para Dos Pilas, esta batalla representó la consolidación de su reino y el fracaso de Tikal en su intento de aplastar al estado desprendido antes de que se propagara. Los textos glíficos de Dos Pilas describen la victoria en términos gráficos, mencionando "charcos de sangre" y "montones de cabezas" tras una gran batalla entre las dos ciudades, en la cual es muy probable que Dos Pilas haya recibido ayuda militar de Calakmul. B'alaj Chan K'awiil consolidó su poder con alianzas matrimoniales. Tomó por lo menos dos esposas; su esposa principal era una mujer noble de Itzán, otra ciudad en la cuenca del río La Pasión. De este matrimonio nacieron los herederos Balaj Chan K'awiil, Itzamnaaj Balam y Itzamnaaj K'awiil. Con su segunda esposa, Balaj Chan K'awiil tuvo una hija célebre, Wak Chanil Ajaw ("Señora Seis Cielo"), quien fue enviada a El Naranjo para refundir la dinastía obliterada de esta ciudad. Se sabe de Balaj Chan K'awiil que hizo varias otras visitas más a Calakmul. En el año 682 participó en una ceremonia de fin de periodo en Calakmul, bajo Yuknoom el Grande, y en 686 asistió a la entronización de su sucesor, Yuknoom Yich'aak K'ak'.
En el año 695 Tikal obtuvo una gran victoria sobre Calakmul, cambiando el equilibrio de poder en las tierras bajas mayas en detrimento de Calakmul y sus aliados. Alrededor de este tiempo Balaj Chan K'awiil murió y fue sucedido por Balam Kokaj, uno de sus hijos, aunque no se menciona el año exacto en los textos glíficos. Balam Kokaj reinó por poco tiempo y fue reemplazado por su hermano K'awiil Kokaj en 698. La guerra con Tikal continuó bajo el nuevo rey, y en el año 705 Tikal fue nuevamente derrotado y su rey capturado. Esta victoria fue supervisada por Ucha'an K'in B'alam, el comandante militar de K'awiil Kokaj, que más tarde se convertiría en su sucesor al trono. Tras esta victoria Dos Pilas se benefició de tributo en forma de mano de obra y riquezas, resultando en la rápida expansión de la ciudad. Fue en esta época que K'awiil Kokaj ordenó la construcción del conjunto arquitectónico conocido como El Duende, el cual se centró en torno a un importante templo construido en una colina al este del Conjunto Principal. Se registraron otras victorias en el periodo de 717 a 721, sobre enemigos desconocidos, presumiblemente menores. Para celebrar sus victorias militares, K'awiil Kokaj levantó cinco estelas en el conjunto El Duende. K'awiil Kokaj murió en 726 y fue sepultado cuatro días más tarde, según consta en la Estela 8. Una tumba real excavada bajo la Estructura 5-1 es probablemente la de este gobernante.

### Conquistas
Ucha'an K'in B'alam subió al trono en el año 727, probablemente como regente de K'awiil Chan K'inich, el hijo y heredero de K'awiil Kokaj . En el siglo octavo, Dos Pilas fue lo suficientemente fuerte para atacar a Ceibal, una ciudad mayor ubicada a orillas del río La Pasión; en el año 735 el gobernante de Dos Pilas ("Gobernante 3") atacó la ciudad y capturó el rey Yich'aak B'alam. El rey cautivo no fue ejecutado, sino más bien se convirtió en un vasallo del rey de Dos Pilas. En esta época, el sitio cercano de Aguateca se convirtió en una capital gemela del reino de Dos Pilas, y los monumentos celebrando victorias fueron construidas simultáneamente en ambas ciudades.
En el año 743 K'awiil Chan K'inich entró en guerra con los sitios de Ahkul y El Chorro. Dos años más tarde, en 745, atacó las ciudades distantes de Yaxchilán en el río Usumacinta y Motul de San José cerca del Lago Petén Itzá. En la Escalinata glífica 3 se menciona la captura de los reyes de ambas ciudades, así como el de El Chorro.
Dos Pilas siguió ejerciendo control sobre Ceibal, incluso después de la muerte de Ucha'an K'in B'alam ("Gobernante 3"), y su sucesor, K'awiil Chan Kinich, siguió presidiendo los rituales realizados en la ciudad vasallo los años 745-747.

### Colapso y abandono
Después de la derrota de Calakmul por Tikal, los constantes conflictos en la región maya pronto resultaron en la desestabilización de toda la región. En el año 761, la ciudad de Dos Pilas fue abandonada dramáticamente después de que Tamarindito y otros centros urbanos del Petexbatún se rebelaron contra la hegemonía regional de Dos Pilas. Una escalinata glífica en Tamarindito menciona la huida forzada de K'awiil Chan K'inich, a quien nunca se volvió a mencionar. La familia real de Dos Pilas, se trasladó probablemente a Aguateca, un sitio con buenas defensas a solo 10 km al sureste. El fin violento de Dos Pilas se desprende de los restos destrozados de un trono real que se recuperó del Palacio de los Murciélagos. A finales del siglo ocho, la región entera de Petexbatún se vio envuelta en guerra, hasta que casi todos los asentamientos del antiguo reino de Dos Pilas fueron abandonados.
Después de su abandono, un pequeño grupo de refugiados ocupó Dos Pilas, levantando murallas, apresuradamente construidas de piedras extraídas de los templos y palacios abandonados. Estas murallas empalizadas formaron patrones concéntricos sin respetar la arquitectura preexistente en el sitio. Este poblado fue invadido y luego abandonado a inicios del siglo IX, momento en el cual termina la historia de Dos Pilas en su calidad de asentamiento.
El colapso del estado de Dos Pilas, parece haber beneficiado a las demás ciudades en la región, como Itzán, Cancuén y Machaquilá, que experimentaron una revitalización que coincidía con la caída de Dos Pilas.

### Historia moderna
El primer informe sobre las ruinas de Dos Pilas, fue de José y Lisandro Flores, dos hermanos de Sayaxché, y data de 1953–4, aunque es probable que la población local ya sabía de su existencia. En 1960, Pierre Ivanoff lideró una expedición al sitio. Describió las ruinas, que llamó "Dos Pozos", en su libro Monuments of a Civilization: Maya (1973), en el cual afirmó haber descubierto las ruinas.
En 1989, se iniciaron excavaciones por los arqueólogos Arthur Demarest de la Universidad de Vanderbilt y Juan Antonio Valdés de la Universidad de San Carlos de Guatemala. La Escalinata glífica 4 fue descubierta en 1990 y un año más tarde fue excavada la tumba de K'awiil Kokaj. El proyecto continuó hasta 1994, con el apoyo de la National Geographic Society, el Instituto de Antropología e Historia de Guatemala, la Universidad de Vanderbilt y varias otras organizaciones.

## Descripción del sitio
El centro de Dos Pilas es de tamaño modesto y cubre alrededor de 1 km². La ciudad fue fundada en una zona con poca ocupación previa, a una distancia de tan solo 4 km del asentamiento preexistente de Arroyo de Piedra. El estado de conservación general del sitio no es bueno debido a la extracción desesperada de piedras de los edificios principales con el fin de construir muros defensivos inmediatamente antes del abandono definitivo del sitio. Las inscripciones glíficas en el lugar se han identificado como perteneciente al choltiano clásico.
El sitio está organizado alrededor de tres conjuntos monumentales alineados en un eje este-oeste, en una forma que recuerda a los diseños del Preclásico en El Mirador y Nakbé en el extremo norte de Petén. El Conjunto Principal es el más occidental de los conjuntos monumentales, mientras que el conjunto El Duende es el más oriental.
Inmediatamente antes del abandono definitivo de la ciudad se construyeron una serie de muros concéntricos de mampostería que rodea el conjunto principal y el conjunto El Duende. Estas fortificaciones construidas de forma precipitada, fueron cubiertos con una empalizada de madera.

### Conjunto principal
El conjunto principal fue construido en torno a una plaza central por B'alaj Chan K'awiil. Las estelas 1 y 2 se encuentran en el centro de la plaza. Estela 1 representa K'awiil Kokaj, elaboradamente vestido y data del año 706. Describe la derrota de un gobernante de Tikal y contiene la última referencia conocida a esa ciudad encontrada en Dos Pilas hasta el momento. Estela 2 está muy dañada y representa la derrota de Yich'aak B'alam de Ceibal por Ucha'an K'in B'alam. La plaza está encerrada por los cuatro lados por estructuras; al menos dos de las estructuras circundantes son accesibles a través de escalinatas glíficas. Al sur de la plaza principal hay una serie de pequeñas plazas elevadas con un acceso más restringido, bordeadas por edificios con múltiples habitaciones. Otras dos escalinatas glíficas fueron encontradas en esta área.
- L4-35 es una estructura situada en el lado oeste de la plaza. En su base se encuentra la Escalinata glífica 1, en la que se registraron los eventos en la vida de K'awiil Kokaj.[43]

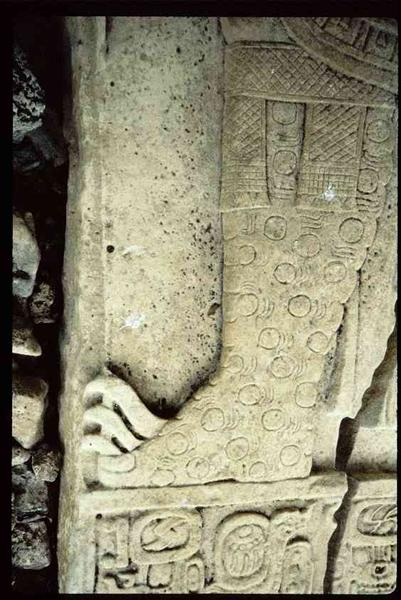
Estela 5, Detalle mostrando una piel de jaguar.

- LD-49 (también conocido como L5-49) es una gran pirámide en el sur de la plaza; está coronada por tres santuarios del templo.[15][44][45] La pirámide es la mayor estructura en el centro del sitio y se eleva unos 20 metros sobre el nivel de la plaza.[45] La escalinata principal de esta pirámide (conocida como Escalinata glífica 2) contiene por lo menos dieciocho escalones glíficos, que describen la llegada y la vida de B'alaj Chan K'awiil. El descubrimiento de ocho nuevos escalones glíficos en 2001-2002, y su interpretación posterior, condujeron a una revaluación completa de la historia temprana del sitio, arrojando luz sobre las connotaciones políticas más amplias involucradas con la ruptura con Tikal, la cual fue anteriormente considerada como un asunto interno. Los escalones que en la actualidad se encuentran in situ son réplicas colocadas después de que saqueadores robaran una sección del escalón 6 con cuatro glifos en enero de 2003. Los escalones originales fueron trasladados a un lugar seguro.[44] A ambos lados de la escalinata, en los extremos este y oeste, se encuentran el Panel 6 y Panel 7, ambos con inscripciones glíficas.[45] El Panel 10, que tiene un buen estado de conservación, se encuentra en el lado este de la pirámide.[45] El Panel 10 era originalmente una estela de Arroyo de Piedra; fue trasladada y reerigida en su actual ubicación después de que Dos Pilas logró conquistar a su vecino.[25]

- LD-25 es una templo pirámide construido por K'awiil Chan K'inich. La Escalinata glífica 3 está situada a 120 metros al sur de la esquina sureste de la plaza; es una parte de esta estructura y en sus inscripciones se describen algunas de las victorias de este rey en el año 743 y 745.[19][45]

- Estructura L5-1 es un edificio en ruinas situado en el lado este de la plaza; contiene una cripta abovedada a 9 metros debajo de su cumbre. En el interior de la cripta se encontraron los restos de una persona que llevó un pesado collar de jade y pulseras, acompañados por ofrendas de finas cerámicas pintadas y casi 400 piezas de mosaico de concha que originalmente formaron parte de un tocado. Se cree que se trata de la tumba del rey K'awiil Kokaj, por la ubicación cercana de la Estela 8, situada en frente de esta estructura, que lleva un texto sobre la vida, la muerte y el entierro de este rey.[46]

- El Palacio de B'alaj Chan K'awiil fue derribada por los últimos habitantes de Dos Pilas, a fin de construir murallas defensivas inmediatamente antes del abandono de la ciudad.[47] Se encuentra a unos 100 metros al sur de la plaza, detrás de la estructura LD-49.[48] La Escalinata glífica 4 se encuentra al lado este del palacio destruido y fue descubierto cuando la muralla que la cruza estaba siendo excavado. La Escalinata glífica 4 detalla la historia de B'alaj Chan K’awiil y la fundación de la dinastía de Dos Pilas.[47]

- Un campo de juego de pelota se encuentra en la esquina noreste de la plaza. Las estructuras que forman sus límites laterales están designados como L4-16 y 17-L4. Estas estructuras soportan los muy erosionados Paneles 11 y 12, los cuales muestran un señor de pie blandiendo una lanza.[47][48]

### Conjunto El Duende
El Conjunto El Duende se encuentra aproximadamente a 1 km al este del núcleo del sitio. Este conjunto fue construido por K'awiil Kokaj en el año 705, después de su victoria sobre Tikal. El Duende es la pirámide más grande de la ciudad; fue construida ampliando y construyendo terrazas en una colina natural a cierta distancia del núcleo del sitio, dando la impresión de una sola estructura sólida. Las terrazas formaban la base para cinco pares de estelas y altares, encargado por K'awiil Kokaj a principios del siglo VIII. Durante las excavaciones en 1991, tras un deslizamiento de tierra cerca del límite occidental del complejo de El Duende, se descubrió una cueva de 1,5 kilómetros de largo, que corre directamente debajo del templo; los arqueólogos la llamaron "Cueva de río El Duende". Dentro de la cueva se encontró una abundancia de artefactos y huesos humanos. La plataforma principal está flanqueada por pequeños edificios.

### Palacio de los Murciélagos
El Palacio de los Murciélagos se encuentra a medio camino entre el centro del sitio y el conjunto El Duende: 0,5 km al este de la plaza principal y 0,5 km al oeste de la pirámide de El Duende. El palacio fue el centro político de Dos Pilas desde el año 725 hasta el abandono de la ciudad en el año 761. Las excavaciones del palacio revelaron que se trataba de un complejo exclusivo, con significado ritual, reservado para la élite. Una entrada de la cueva, enterrada y marcada por un altar con ofrendas, daba acceso al palacio. Se cree que el Palacio de los Murciélagos ha sido el complejo más importante de la élite de Dos Pilas durante los reinados de los dos últimos gobernantes de la ciudad. La entrada al complejo del palacio estaba flanqueada por dos pequeños templos construidos de mampostería, dando lugar a dos patios. Los patios estaban rodeados de edificios de mampostería con techos perecederos. Un trono real destrozado fue encontrado en el palacio, evidencia de la conquista violenta de la ciudad en el Clásico Tardío.

### Monumentos
Estela 8 fue levantada frente a la Estructura L5-1. Su texto describe los principales acontecimientos en la vida del rey K'awiil Kokaj, y menciona su muerte y entierro en el año 726.

### Cuevas

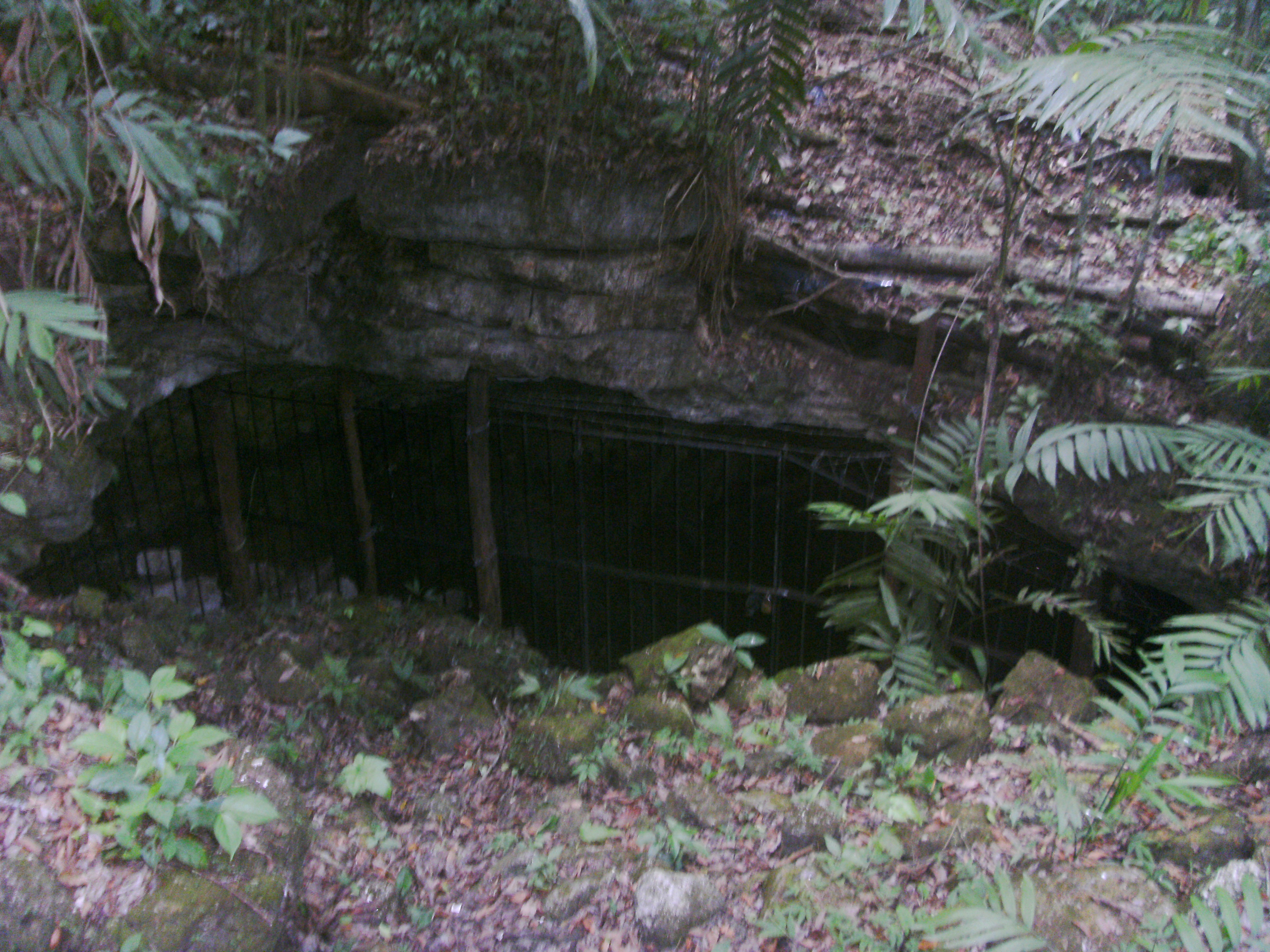
Entrada de una cueva cerca de El Duende.

Durante las excavaciones se localizaron en las inmediaciones de Dos Cuevas un total de 22 cuevas, con una longitud total de más de 11 km. 
Hay cinco cuevas mayores, incluyendo Cueva de El Duende, Cueva de Río El Duende, Cueva de Río Murciélagos, Cueva de Sangre y Cueva de Kaxon Pec. Estás cuevas mayores fueron las únicas excavadas y entre las ofrendas recuperadas de estas cuevas se incluye una cantidad considerable de cerámica del Preclásico. Las claras huellas claras del Preclásico que se encontraron parecen implicar que las cuevas fueron importantes mucho antes de la fundación del estado belicoso de Dos Pilas en el Clásico Tardío. Toda la arquitectura importante de Dos Pilas data del Clásico Tardío y está alineada con los sistemas de cuevas mayores, lo que demuestra que los constructores de la ciudad incorporaron el antiguo paisaje sagrado en el diseño de la nueva ciudad.
En la colina que forma la base del conjunto El Duende se erigieron varias estelas que llevan glifos topónimos. Uno de estos glifos se refiere al agua y, considerando que la cueva tiene un lago subterráneo situado directamente debajo de la colina, es probable que el topónimo se refiere a este cuerpo de agua. El hecho de que originalmente el conjunto El Duende recibió el nombre de esta fuente de agua subterránea, demuestra la importancia de esta cueva para los antiguos habitantes de Dos Pilas.
La entrada a la Cueva de río Murciélagos se encuentra a 75 metros al noroeste del Palacio de los Murciélagos. Aunque es relativamente seco en la estación seca, cuando llueve el agua puede derramar por la entrada de la cueva a una velocidad de 8m³/segundo, haciendo el ruido suficiente como para ser escuchada en la plaza principal a una distancia de 500 metros. Aunque el flujo estacional de agua ha arrasado casi todos los restos arqueológicos de la cueva, los arqueólogos estiman que la Cueva de los Murciélagos tuvo una importancia ceremonial para los habitantes de Dos Pilas por su espectacular torrente durante la temporada de lluvia.
Una investigación de las diferentes cuevas de Dos Pilas reveló que todas las cuevas mayores formaban parte del mismo sistema de drenaje, y que la Cueva de los Murciélagos es la salida de drenaje para todo el sistema; por lo tanto, esta cueva se conecta a la Cueva de Río El Duende. Una salida de la Cueva de los Murciélagos fue encontrada dentro del Palacio de los Murciélagos, donde fue marcada por un altar.
Un conjunto de plaza, justo al suroeste de la pirámide El Duende, está ubicado directamente encima de la cámara principal de la Cueva de El Duende (que no debe confundirse con la Cueva de Río El Duende). Un basural de 2 metros de profundidad fue descubierto en la cueva, con evidencia de uso intensivo durante los períodos Preclásico y Clásico. En el basural se encontró también una vasija de cerámica que lleva el texto más antiguo sobre la dinastía de Dos Pilas. Una gruesa capa de arcilla amarilla estéril cubre gran parte del suelo de la cámara principal, pareciendo haber sido depositada allí deliberadamente con el fin de cubrir la entrada al túnel más largo de la cueva, que pasa por debajo de la pirámide de El Duende y conecta con la Cueva de río El Duende. En la entrada de la cueva se encontraron considerables cantidades de escombros, en gran parte piedras finamente trabajadas que habían sido extraídas de los edificios cercanos y que fueron utilizadas para bloquear la entrada de la cueva. James E. Brady cree que el bloqueo de esta cueva sagrada era parte de un ritual de terminación llevada a cabo por los conquistadores de Dos Pilas, quienes también procedieron a bloquear las entradas de la Cueva de Sangre y, posiblemente, la entrada oeste de la Cueva de río el Duende, lo que sugiere que las cuevas fueron consideradas de gran importancia.
La Cueva de Sangre se encuentra a unos 2 km al este del conjunto El Duende y cuenta con un túnel de más de 3 km que pasa por debajo de una pequeña colina. La cueva dispone de cuatro entradas, dos de las cuales habían sido bloqueadas con escombros, como en la Cueva de El Duende. La entrada oeste parece haber sido la entrada principal utilizada por los antiguos habitantes de Dos Pilas. Encima de esta entrada fue construido un pequeño edificio cuya función debe de haber estado relacionada con el uso que se daba a la propia cueva. Una pared de piedra clausuró tanto la entrada de la cueva como el propio edificio. Dentro de la Cueva de Sangre fueron encontrados fragmentos de cerámica del Preclásico.